# سوزانا چبیچ
سوزانا چبیچ (سیریلیک صربی: Сузана Ћебић؛ زادهٔ ۴ نوامبر ۱۹۸۴) یک بازیکن والیبال اهل صربستان عضو تیم ملی والیبال زنان صربستان و باشگاه رابیتا باکو است. سوزانا مدال برنز قهرمانی جهان ۲۰۰۶ را با صربستان به دست آورد و در همین دوره از قهرمانی جهان به عنوان بهترین لیبرو انتخاب شد.
یک قهرمانی و نایب قهرمانی اروپا، دو مدال برنز جایزه بزرگ جهان و یک طلا و برنز لیگ اروپا از دیگر دستآوردهای او با صربستان است.